# Ліга чемпіонів КОНКАКАФ 2018
Ліга чемпіонів КОНКАКАФ 2018 (офіційно англ. 2018 Scotiabank CONCACAF Champions League) — 53-й турнір між найкращими клубами Північної, Центральної Америки та Карибського басейну і 10-й у теперішньому форматі. Титул вдруге здобула мексиканська Гвадалахара. Переможець турніру отримав право зіграти у Клубному чемпіонаті світу 2018.

## Формат і учасники
В турнірі брали участь 16 клуби із 8 асоціацій. 9 клубів представляли Північну Америку, 6 - Центральну Америку, 1 - Карибський басейн.
| Раунд      | Перший матч       | Повторний матч             |
| ---------- | ----------------- | -------------------------- |
| 1/8 фіналу | 21–23 лютого 2018 | 28 лютого - 2 березня 2018 |
| 1/4 фіналу | 7-8 березня 2018  | 14-15 березня 2018         |
| 1/2 фіналу | 4-5 квітня 2018   | 11 квітня 2018             |
| Фінал      | 18 квітня 2018    | 26 квітня 2018             |

## 1/8 фіналу
| Команда 1                | Заг.    | Команда 2          | 1-й матч | 2-й матч |
| ------------------------ | ------- | ------------------ | -------- | -------- |
| 21/28 лютого 2018        |         |                    |          |          |
| Ередіано                 | 3:5     | УАНЛ               | 2:2      | 1:3      |
| Колорадо Репідз          | 0:2     | Торонто            | 0:2      | 0:0      |
| 22/28 лютого 2018        |         |                    |          |          |
| Мотагуа                  | 1:2     | Тіхуана            | 0:1      | 1:1      |
| 22 лютого/1 березня 2018 |         |                    |          |          |
| Тауро                    | 3:3 (ч) | Даллас             | 1:0      | 2:3      |
| Депортіво Сапрісса       | 2:6     | Клуб Америка       | 1:5      | 1:1      |
| 23 лютого/1 березня 2018 |         |                    |          |          |
| Сібао                    | 0:7     | Гвадалахара        | 0:2      | 0:5      |
| 23 лютого/2 березня 2018 |         |                    |          |          |
| Олімпія                  | 1:3     | Нью-Йорк Ред Буллз | 1:1      | 0:2      |
| Санта-Текла              | 2:5     | Сіетл Саундерз     | 2:1      | 0:4      |

## 1/4 фіналу
| Команда 1         | Заг.    | Команда 2          | 1-й матч | 2-й матч |
| ----------------- | ------- | ------------------ | -------- | -------- |
| 7/14 березня 2018 |         |                    |          |          |
| Тіхуана           | 1:5     | Нью-Йорк Ред Буллз | 0:2      | 1:3      |
| 7/15 березня 2018 |         |                    |          |          |
| Клуб Америка      | 7:1     | Тауро              | 4:0      | 3:1      |
| 8/14 березня 2018 |         |                    |          |          |
| Торонто           | 4:4 (ч) | УАНЛ               | 2:1      | 2:3      |
| 8/15 березня 2018 |         |                    |          |          |
| Сіетл Саундерз    | 1:3     | Гвадалахара        | 1:0      | 0:3      |

## 1/2 фіналу
| Команда 1        | Заг. | Команда 2          | 1-й матч | 2-й матч |
| ---------------- | ---- | ------------------ | -------- | -------- |
| 4/11 квітня 2018 |      |                    |          |          |
| Торонто          | 4:2  | Клуб Америка       | 3:1      | 1:1      |
| 5/11 квітня 2018 |      |                    |          |          |
| Гвадалахара      | 1:0  | Нью-Йорк Ред Буллз | 1:0      | 0:0      |

## Фінал
| Команда 1         | Заг.         | Команда 2   | 1-й матч | 2-й матч |
| ----------------- | ------------ | ----------- | -------- | -------- |
| 18/26 квітня 2018 |              |             |          |          |
| Торонто           | 3:3 пен. 2:4 | Гвадалахара | 1:2      | 2:1      |

### Перший матч
| 18 квітня 2018 03:15 (EEST) |

| Торонто    | 1:2      | Гвадалахара           |
| ---------- | -------- | --------------------- |
| Осоріо 19' | Протокол | Пісарро 2' Пулідо 72' |

| БМО Філд, Торонто Глядачів: 29 925 Арбітр: Рікардо Монтеро |

### Повторний матч
| 26 квітня 2018 04:30 (EEST) |

| Гвадалахара | 1:2      | Торонто                  |
| ----------- | -------- | ------------------------ |
| Пінеда 19'  | Протокол | Алтідор 25' Джовінко 44' |

| Естадіо Акрон, Гвадалахара Глядачів: 36 977 Арбітр: Оскар Монкада |

|                                       |     | Пенальті                              |  |
| Аланіс · Годінес · Пулідо · Сальдівар | 4:2 | Джовінко · Осоріо · Дельгадо · Бредлі |  |